# SPAD S.XX
Le SPAD XX est un avion militaire de la Première Guerre mondiale.
Il est conçu par l'ingénieur André Herbemont à l'usine de Suresnes de Blériot Aéronautique, entreprise qui a acquis la SPAD. L'avion bat le record du monde de vitesse.